# 尼古拉·米尔切夫
尼古拉·尼古拉耶维奇·米尔切夫（烏克蘭語：Микола Миколайович Мільчев，1967年11月3日—），乌克兰男子射击运动员，2000年夏季奥运会男子双向飞碟金牌得主、2023年世界射击锦标赛混合团体双向飞碟银牌得主。